# Éclipse lunaire du 9 janvier 2001
| Éclipse totale de Lune du 9 janvier 2001                                                                                                  | Éclipse totale de Lune du 9 janvier 2001 |
| --- | ---------------------------------------- |
| Schéma de l'évolution de l'éclipse, tandis que la Lune passe de droite (Ouest) à gauche (Est) dans la partie Nord de l'ombre de la Terre. |                                          |
| Gamma | 0,3720                                   |
| Magnitude | 1,1944                                   |
| Localisation | Afrique, Europe et Asie                  |
| Saros (membre de la série) | 134 (26 sur 73)                          |
| Durée (h:min:s) |                                          |
| Totalité | 1 h 1 min 2 s                            |
| Phases partielles | 3 h 16 min 19 s                          |
| Phases pénombrales | 5 h 11 min 02 s                          |
| Contacts (UTC) |                                          |
| P1 | 17:45:04                                 |
| U1 | 18:42:27                                 |
| U2 | 19:50:05                                 |
| Maximum | 20:20:35                                 |
| U3 | 20:51:07                                 |
| U4 | 21:58:45                                 |
| P4 | 22:56:06                                 |
| |                                          |

L'éclipse lunaire du 9 janvier 2001 est une éclipse lunaire totale.
Elle fut la première du XXIe siècle, et la seule éclipse lunaire totale de 2001.

## Visibilité

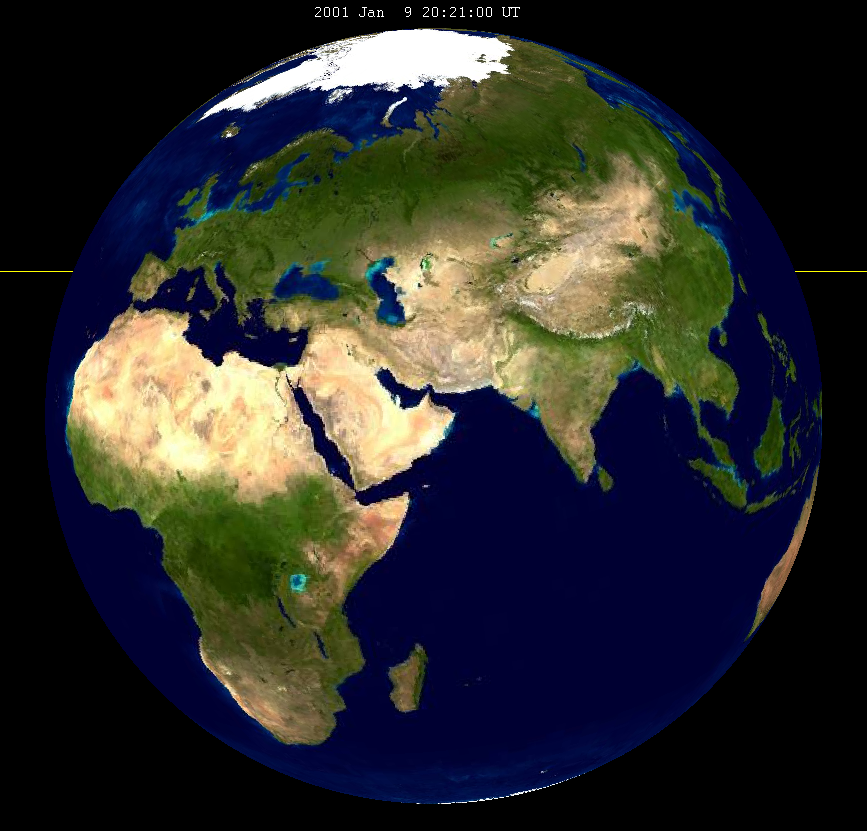
La Terre vue de la Lune au maximum de l'éclipse.

Cette éclipse a été visible depuis toute l'Afrique, l'Europe et l'Asie.